# 사하라 아랍 민주 공화국
사하라 아랍 민주 공화국(아랍어: الجمهورية العربية الصحراوية الديمقراطية 알 줌후리야 알 아라비야 아스 사흐라위야 아드디무크라티야[*], 스페인어: República Árabe Saharaui Democrática 레푸블리카 아라베 사하라우이 데모크라티카[*])은 서사하라 지역의 전체적인 영유권을 두고 모로코와 다투는 미승인 국가이다. 현재 대부분의 서사하라 지역은 모로코가 점령한 상태이며, 아프리카 연합의 회원국이다. 줄여서 SADR라고 표현한다.

## 정치
1976년 독립을 선언한 후, 지금까지 총 84개 유엔 회원국이 독립을 승인하였으나, 이 중 37개 국가는 현재 승인을 유보 혹은 동결, 취소한 상태이다. 1984년부터 아프리카 연합의 전신인 아프리카 통일 기구 시절부터 회원국으로 참여하고 있다. 현재 서사하라 지역에 대해 현재 유엔이 비자치 지역으로 분류하고 있으며, 서사하라 지역은 모로코가 대부분을 점령하여 실질적인 통치가 이루어지고 있다. 사하라 아랍 민주 공화국은 모로코 장벽 동남쪽의 지역(서사하라 자유지구)을 실효 지배하고 있다. 2011년에 비르레흘루에서 티파리티로 공식적인 임시 수도를 이전하였다.

## 같이 보기
- 사흐라위인
- 모로코 장벽
- 폴리사리오 전선